# East of Eden (série télévisée)
Pour les articles homonymes, voir East of Eden.
East of Eden (hangeul : 에덴의 동쪽 ; RR : Eden-ui dong-jjok) est une série télévisée sud-coréenne en 56 épisodes de 65 minutes diffusée du 25 août 2008 au 10 mars 2009 sur MBC en Corée du Sud. Elle met en vedette Song Seung-heon, Yeon Jung-hoon, Lee Da-hae, Han Ji-hye, Park Hae-jin et Lee Yoon-hee,.

## Synopsis
Une épopée de la période qui s'étend des années 1960 à 2000, East of Eden raconte une saga de la rivalité entre les deux hommes qui sont éternellement liés par le destin.

## Distribution

### Acteurs principaux
- Song Seung-heon : Lee Dong-chul
  - Shin Dong-woo : Dong-chul (5 ans)
  - Kim Bum : Dong-chul (15 ans)
- Yeon Jung-hoon : Lee Dong-wook
  - Park Gun-tae : Dong-wook (10 ans)
- Park Hae-jin : Shin Myung-hoon
  - Won Deok-hyun : Myung-hoon (10 ans)
- Lee Da-hae : Min Hye-rin, sa dernière apparition était dans l'épisode 40.
- Han Ji-hye : Kim Ji-hyun
  - Nam Ji-hyeon : Ji-hyun (10 ans)
- Lee Yeon-hee : Gook Young-ran / Grace
- Jo Min-ki : Shin Tae-hwan (le père de Myung-hoon)
- Lee Mi-sook : Yang Chun-hee (la mère de Dong-chul et Dong-wook)
- Yoo Dong-geun : Gook Dae-hwa (le père de Young-ran)

### Acteurs étendues
- Dennis Oh : Mike Packard
- Lee Jong-won : Lee Ki-chul
- Jeon Mi-seon : Jung-ja (la mère de Ki-soon)
- Park Hyun-sook : Yang Ok-hee (la sœur de Chun-hee)
- Jeon So-min : Lee Ki-soon
  - Jin Ji-hee : Ki-soon (9 ans)
- Kim Sung-kyum as résident Oh
- Na Hyun-hee : Oh Yoon-hee
- Lee Won-jae : Kyung-tae
- Shim Hye-jin : la mère de Young-ran
- Yoon Dong-hwan : avocat Kim Tae-seon
- Jung Hye-young : Janice / Jae-hee
- Shin Eun-jung : Yoo Mi-ae / Rebecca
- Hwang Jung-eum as Kim So-hyun
- Jeon Sung-hwan : gare Kim Gab-soo (le grand-père de Ji-hyun)
- Lee Seok-joon : père Han
- Kim Hyung-min : Wang-geon
- Go Yoon-hoo : Dok-sa
  - Kwon Se-in : Dok-sa (10 ans)
- Park Chan-hwan : Chaeng
- Kim Hak-chul : Kang Gi-man
- Park Geun-hyung : Président Min (le père de Hye-rin)
- Jung Young-sook : Bae Hwa-mi (la femme de Mr. Min)
- Jung So-young : Min Hye-ryung (la sœur de Hye-rin)
- Park Sung-woong : Baek Sung-hyun
- Jung Yoon-seok : Yeon-seob
- Lee Sol-gu : Choi Hak-sung

## Diffusion internationale
- MBC (2008-2009)
- TBS (2009)
- CTV (2009), GTV (2009) et Top TV (2013)
- TVB (Drama 1 et Jade)
- Stars and Home Entertainment (2009)
- GMA Network[3] (2010-2011)
- TV2 (2014)
- DTV Algérie (2016)

## Prix
2008 Korea Drama Festival Awards
- Attribution de popularité de Netizen: Kim Bum[4]

2008 MBC Drama Awards
- Grand prix: Song Seung-heon
- Prix d'excellence en haut, Actrice: Lee Mi-sook
- Prix d'excellence, Acteur: Jo Min-ki
- Prix d'excellence, Actrice: Han Ji-hye
- Meilleur nouvel acteur: Park Hae-jin
- Meilleur nouvelle actrice: Lee Yeon-hee
- Prix d'interprétation d'or Park Geun-hyung
- Prix d'interprétation d'or: Yoo Dong-geun
- Prix d'interprétation d'or: Shin Eun-jung
- Attribution du PD: Yeon Jung-hoon
- Prix d'interprétation masculine spécial de l'enfant: Park Gun-tae, Shin Dong-woo et Nam Ji-hyeon
- Meilleur couple prix: Song Seung-heon et Lee Yeon-hee
- Prix de popularité, Acteur: Song Seung-heon
- Prix de popularité, Actrice: Lee Yeon-hee
- Scénariste de l'année: Na Yeon-sook

### Sources
- (en) Cet article est partiellement ou en totalité issu de l’article de Wikipédia en anglais intitulé « East of Eden (TV series) » (voir la liste des auteurs).

- (ko) Cet article est partiellement ou en totalité issu de l’article de Wikipédia en coréen intitulé « 에덴의 동쪽 (드라마) » (voir la liste des auteurs).